# 铳炮刀剑类所持等取缔法
《銃砲刀劍類所持等取締法》，简称铳刀法，是日本颁布的一部旨在控制枪支和刀剑的法律。其于1958年3月10日颁布，同年4月1日施行。之后历经了多次修订。
在2021年的修订版中，增加了对弩的限定，规定原则上禁止持有弩，并实行许可证制度。

## 背景
早在16世纪末，在丰臣秀吉的领导下，为了解除农民武装并控制反叛，日本就开始了进行枪支和刀剑管制。从那时起，对平民的枪支管制变得越来越严格，明治维新期间制定并修订了相关法律条文。二战后，日本军队被解除武装，这导致日本政府最终于1958年颁布了《銃砲刀劍類所持等取締法》，以防止涉及枪支和刀剑的帮派斗殴。